# Cino e Franco
Cino e Franco (Tim Tyler's Luck) è una serie a fumetti di genere avventuroso ideata da Lyman Young nel 1928 e pubblicata quotidianamente in formato a strisce sui giornali statunitensi per oltre sessant'anni. Dalla serie venne tratto nel 1938 un serial cinematografico in 12 episodi.

## Trama
La striscia parla delle peripezie di due orfani, Cino e Franco. Cino (Tim Tyler) è un orfano, il quale, al compimento dei quattordici anni, viene congedato da un orfanotrofio con una buonuscita di cinque dollari. Rischia di rimanere ucciso in un incendio, ma viene salvato da un monello di strada di poco più grande, Franco (Spud Slavins), e i due diventano amici. Il nuovo duo, come ricompensa per aver sventato il rapimento della figlia di un banchiere, trova impiego in quella banca, dove riesce a sventare una truffa compiendo così una buona azione. Nel frattempo (strisce dell'ottobre 1929) i due sognano di diventare aviatori e di emulare le imprese di Charles Lindbergh: così quando fanno conoscenza con un pilota, ne approfittano per avere lezioni da lui. I due, pilotando un aereo, cominciano un viaggio che li porta anche in Cina e in India (1930). Dopo una sosta nei Balcani, Cino e Franco partono per l'Africa (1932), dove rimangono fino al 1940, vivendo numerose avventure alle prese con gorilla, stregoni e cacciatori bianchi, disertori della Legione straniera e avventurieri vari, e imbattendosi in favolosi regni del passato. In Africa fanno amicizia con la pantera Fang. Dopo aver vissuto alcune avventure nel Continente Nero, a partire dalle strisce del 1934 e fino al 1940, Cino e Franco si uniscono alla cosiddetta pattuglia dell'avorio, la quale si occupa di contrastare il bracconaggio e il commercio illegale di avorio e di pellicce. Con l'arrivo della seconda guerra mondiale, nell'episodio Il segreto del professor Carlyle, Cino e Franco, congedati dalla pattuglia dell'avorio e dato addio alla pantera Fang, tornano negli Stati Uniti e si arruolano nella Pattuglia Costiera, finendo con il combattere spie e sabotatori nazisti. Con la fine della guerra vivono altre avventure come detective o nel Far West per poi ritornare di nuovo in Africa.

## Storia editoriale
La serie esordì come striscia giornaliera sui quotidiani statunitensi il 13 agosto 1928 e, dal 19 luglio 1931, anche come tavole domenicali che furono pubblicate fino al 1972, mentre le strisce giornaliere fino al 1997. Le strisce giornaliere e le tavole domenicali vennero sceneggiate dal suo creatore Lyman Young fino alla morte, nel 1984, mentre i disegni - nonostante venissero ufficialmente attribuiti allo stesso Young - erano in realtà realizzati da suoi assistenti, come Alex Raymond (1931/1933), Charles Flanders (1933), Bob Naylor (1933/1934), Burne Hogarth (1934), Nat Edson (1934/1945), Clark Haas (1945/1947) e Tom Massey (1947/1952). Dal 1952, e fino alla chiusura della serie nel 1997, le strisce giornaliere vennero disegnate dal figlio di Young, Jason, che si firmava Bob Young, mentre le tavole domenicali erano opera di Tom Massey fino alla loro sospensione definitiva nel 1972..
Nel 2024 sono scaduti i diritti di copyright

### Edizioni italiane
Cino e Franco è la versione italiana più famosa del titolo della serie edita da Nerbini ma se ne ebbero molti altri a seconda dell'editore i quali diedero nomi differenti: la Mondadori su Topolino, sugli Albi dei Tre Porcellini e sugli Albi d'Oro li chiama Tim e Tom, mentre su La Risata (Moderna, 1936) sono ribattezzati Dario e Mario, su Paperino sono Mario e Furio (Mondadori, 1940) mentre sugli Albi Scimmiottino (Alpe, 1941) compaiono come Gianni e Piero; come Carlo e Mario sono pubblicati su Intrepido (Universo, 1935). Questa confusione dei nomi fu causata dal fatto che un editore aveva acquisito i diritti di pubblicazione delle strisce giornaliere mentre un altro quelli per le tavole domenicali così che, per distinguersi nella produzione, si decise di cambiare il nome dei personaggi e Nerbini, che pubblicava le strisce giornaliere, chiamò i personaggi come Cino e Franco mentre Mondadori, che pubblica le tavole domenicali, li rinominò Tim e Tom.
La serie esordì in Italia sul settimanale Topolino edito dalla Nerbini nel n. 53 (30 dicembre 1933) e riscosse enorme successo al punto che l'editore dedicò nel 1935 una testata alla serie, Il Giornale di Cino e Franco. La serie non venne pubblicata dalle origini ma da quelle ambientate in Africa su Topolino dal n. 53 del 1933 al n. 136 del 1935. Quando la testata Topolino passò alla Mondadori, la Nerbini ne continuò la pubblicazione su una nuova testata dedicata confidando del fatto che fossero le peripezie in Africa dei due giovani avventurieri la cagione dell’aumento delle vendite della testata Topolino, e non le strisce Disney. La Mondadori rispose acquistando i diritti delle tavole domenicali, che furono pubblicate nel paginone centrale di Topolino ribattezzando la serie come Tim e Tom. Sempre nel 1935 alcune tavole domenicali non acquistate dalla Mondadori furono pubblicate anche sulla testata Intrepido della Editrice Universo, dove i due protagonisti furono ribattezzati Carlo e Mario. Il Giornale di Cino e Franco venne quindi pubblicato per 126 numeri fino a gennaio 1938 quando si fuse con un'altra serie edita dalla Nerbini, Giungla!, continuando nella numerazione come Giungla! - il giornale di Cino e Franco edito fino al 1939 con il n. 220 (22 ottobre 1939). 
Le strisce quotidiane pubblicate da Nerbini dapprima su Topolino e poi su Il giornale di Cino e Franco furono poi ristampate dall'agosto 1934 al novembre 1938 in 17 numeri della prima serie della collana Albi Grandi Avventure. Altri dieci albi dedicati al duo, facenti parte della seconda serie degli Albi Grandi Avventure, furono pubblicati da aprile 1940 a maggio 1941. La Mondadori invece ristampò le tavole domenicali della serie, ribattezzata Tim e Tom, dapprima sugli Albi dei Tre Porcellini (1936) e successivamente sugli Albi d'Oro (1946). All'inizio del 1938 il regime fascista bloccò drasticamente l’arrivo in Italia di romanzi, film e fumetti americani. Questo portò alla temporanea scomparsa dalle edicole di Cino e Franco. Il divieto non continuò tuttavia ad essere applicato tassativamente come all'inizio, e tra il 1939 e il 1941, numerosi fumetti statunitensi non disneyani tornarono ad essere pubblicati in Italia, seppur con le dovute prudenze da parte degli editori, che accettarono di pagare al KFS solo le strisce effettivamente pubblicate, dato che il Min.Cul.Pop. poteva decidere di sopprimerle in qualunque momento. Cino e Franco tornarono così ad essere pubblicati nel 1940 sia sulle testate Nerbini che nelle testate Mondadori. Nerbini pubblicò le strisce giornaliere sul settimanale Pisellino a partire dal maggio 1940, mentre Mondadori pubblicò alcune tavole domenicali su Paperino. Tuttavia, a causa del cambiamento del soggetto della striscia a partire dalla striscia del 29 aprile 1940, con i due protagonisti che abbandonano l'Africa per tornare negli Stati Uniti e combattere spie e sabotatori nazisti in qualità di membri della Pattuglia Costiera, nel dicembre 1940 la Nerbini rinunciò all'acquisto e alla pubblicazione delle strisce della serie a partire dall'episodio Il segreto del dottor Carlyle. Guglielmo Emanuel, il rappresentante in Italia del KFS, tentò di convincere la Nerbini a pubblicare allora le strisce quotidiane del periodo 1930-1933, all'epoca ancora inedite in Italia, ma l’editore fiorentino declinò anche questa offerta, perché troppo vecchie e differenti dalle strisce edite fino a quel momento in Italia. Emanuel, vista la rinuncia della Nerbini alla serie, propose allora alla Mondadori di pubblicare le strisce ad argomento bellico di Cino e Franco in forma alterata, suggerendo di spacciare i due protagonisti per due giovanetti tedeschi che pattugliano le coste della Germania e combattono spie e sabotatori alleati; la casa editrice declinò però l’offerta, lamentando le notevoli modifiche anche grafiche che avrebbero dovuto apportare per far passare i protagonisti per nazisti. Alcune avventure belliche di Cino e Franco nella Pattuglia Costiera furono pubblicate nel 1941 in tre numeri della collana Gli albi di Scimmiottino edita dall'editore Alpe: per sfuggire alla censura fascista, che non poteva certo permettere la pubblicazione di storie in cui gli antagonisti erano i nazisti (alleati dell’Italia), i due protagonisti furono fatti passare per due finlandesi (Gianni Arma e Piero Suseri) combattenti a favore delle potenze dell'Asse e contro l'URSS. La pubblicazione di un quarto albo di Scimmiottino dedicato alle avventure belliche di Cino e Franco da parte dell'editore Alpe fu bloccata dal Min.Cul.Pop. in seguito all'entrata in guerra degli Stati Uniti, e i lettori italiani poterono leggere, senza censure e in forma integrale, le avventure nella Pattuglia Costiera del duo solo nel 1944-1945 sul periodico L'Avventura di Capriotti. L'Editore Nerbini nell'immediato dopoguerra ripropone la Collana Albi Grandi Avventure che, divisa in varie serie, pubblica per ognuna di esse una serie a fumetti. La serie dedicata a Ciro e Franco è composta da 14 volumi pubblicati dal 1946 al 1948 Successivamente vari editori ristamparono le storie di Cino e Franco:
- Collana Albi Grandi Avventure (Nerbini): ristampa delle prime storie in 9 volumi fra il 1949 e il 1950[20]
- Albi della Freccia (Edizioni La Freccia): strisce quotidiane del periodo 1933/1934 e 1952/1958 e dalle tavole domenicali del 1952/1953 in 22 volumi nel 1961[21].
- Albi della Freccia (Edizioni Americane): strisce quotidiane del periodo 1952/1956 e 1959/1960 e dalle tavole domenicali del 1954/1955 in 15 volumi pubblicati nel 1962[22].
- Collana Albi dell'Avventura Illustrata: ristampa dei titoli della prima serie pubblicata da Nerbini tra il 1934/38 in 17 volumi pubblicati dal 1973 al 1974[23].

## Altri media
- Nel 1938 la Universal produsse un serial cinematografico in 12 episodi diretto da Ford L. Beebe e Wyndham Gittens dove i due personaggi vennero interpretati da Frankie Thomas (Cino) e Jack Mulhall (Franco)[2].